# Ricordati di me
Ricordati di me (pt Lembra-Te de Mim; br No Limite das Emoções) é um filme italiano de 2003 realizado por Gabriele Muccino.